# Rabbulas
Rabbulas lub Rabbula (zm. w sierpniu 435) – biskup Edessy od 412 do śmierci, znany z polemik z poglądami Nestoriusza i Teodora z Mopsuestii. 

## Życiorys
Syn kapłana pogańskiego i chrześcijanki, urodził się w Kenneschrin (Chalkis), położonym na południe od Aleppo mieście będącym siedzibą biskupstwa. Na chrześcijaństwo nawrócili go biskup jego rodzinnego miasta Euzebiusz i biskup Aleppo Akacjusz. Po konwersji został mnichem, z całą energią swojego porywczego charakteru porzucił dobra doczesne i oddał się praktykom ascetycznym - początkowo zamieszkał we wspólnocie mnichów, później wybrał bardziej surowe życie eremity. Po śmierci Dionizjusza, biskupa Edessy w roku 412 został wybrany jego następcą, od razu i bez żadnego oporu zgadzając się pełnić tę funkcję. Jako biskup odznaczał się wielką energią, prowadził nadal ascetyczny tryb życia, aktywnie wspierał ubogich i cierpiących swojej diecezji, dbał o dyscyplinę wśród duchowieństwa świeckiego i mnichów swojej diecezji i przez stałą determinację w zwalczaniu wszystkiego, czego nie uznawał za ortodoksję – choć oceny te czasem zmieniał, w szczególności dotyczyło to nestorianizmu. W czasie pobytu w Konstantynopolu głosił kazania przeciw Teodozjuszowi II, zwolennikowi Nestoriusza, i bardzo wiele mów przeciw doktrynie nestoriańskiej w ogóle, z których cześć przetrwała do dziś w wersji syryjskiej. 
Według anonimowego autora jego żywota z początku zdecydowanie występował przeciw doktrynie Nestoriusza, na Soborze efeskim popierał jednak Jana z Antiochii, a jego podpis figuruje pod dwoma listami ogłaszającymi naukę Cyryla z Aleksandrii heretycką. Parę miesięcy później uznał jednak, że Cyryl ma rację i stał się najbardziej bezkompromisowym z jego sojuszników przeciw Nestoriuszowi. Zadanie jego nie było łatwe, gdyż jego diecezja Edessy, jak cała Syria, znajdując się dzięki Ibasowi z Edessy pod wielkimi wpływami nauczania Teodora z Mopswestii, była twierdzą nestorianizmu. Rabbulas doprowadził w Edessie do ogłoszenia anatemy i do spalenia pism Teodora. Oskarżył też Ibasa.
Zapał, z którym Rabbulas zwalczał pisma Teodora, sam Ibas w swoim liście do Marisa przypisywał osobistym animozjom. List Ibasa z Edessy czytano na soborze chalcedońskim, a potem został potępiony jako jedno z Trzech Dzieł na V Soborze w Konstantynopolu w 553 roku.
Pisma Rabbulasa obejmują głównie polemiki teologiczne, a także przekłady na język syryjski – m.in. De recta fide Cyryla z Aleksandrii. Głównym źródłem do jego biografii jest panegiryk ułożony wkrótce po śmierci Rabbulasa przez anonimowego duchownego z Edessy. Autor życiorysu podaje, że syryjska wersja Nowego Testamentu Peszitta jest dziełem Rabbulasa. Współcześnie uczeni jednak raczej odrzucają tę teorię.